# Paul Goldberg
Paul Goldberg (* 1945 in Brooklyn, New York, USA) ist ein amerikanischer Geoarchäologe und Hochschullehrer.

## Leben

### Ausbildung
Goldberg schloss sein Geologiestudium 1965 an der University of Colorado Boulder mit dem Bachelor ab und machte 1968 seinen Master an der University of Michigan.
1973 promovierte er in Michigan mit einer Arbeit zum Thema Sedimentology, Stratigraphy and Paleoclimatology of et-Tabun Cave, Mount Carmel, Israel.

### Weiterbildung, Vorlesungen und Forschung an verschiedenen Universitäten
Israel
Von 1973 bis 1975 war er Lady-Davis-Postdoc-Fellow am Institut für Archäologie der Hebräischen Universität Jerusalem.
Hier fügte er seinen geologischen Kenntnissen Wissen auf dem Gebiet der Archäologie hinzu.
Von 1975 bis 1991 hielt Goldberg Vorlesungen an diesem Institut, ab 1984 als Associate Professor.
Von 1981 bis 1984 war er dort Leiter der Abteilung für Ur- und Frühgeschichte.
USA und Kanada
Bereits seit 1972 hielt Goldberg Vorlesungen auf dem Gebiet der Geowissenschaften am Kingsborough Community College in New York.
Im Frühling 1985 kam Goldberg als Gastprofessor an die Abteilung für Anthropologie und Soziologie der University of British Columbia, Kanada.
Von 1989 bis 1990 war er Gastwissenschaftler und im Herbst 1990 Gastprofessor am Institut für Anthropologie der Harvard University.
Seit 1991 ist Goldberg wissenschaftlicher Mitarbeiter des Peabody Museum of Archaeology and Ethnology der Harvard-Universität.
Von 1992 bis 1995 forschte Goldberg am archäologischen Forschungslabor der University of Texas at Austin, wo er im Herbst 1993 als Gastdozent der Abteilung Geografie Vorlesungen hielt.
In den Jahren 2008 und 2009 war Goldberg Professor am Institut für Archäologie der Simon Fraser University in Burnaby, Kanada.
An der Abteilung Archäologie der Boston University war Goldberg von 1990 bis 1993 wissenschaftlicher Mitarbeiter und von 1995 bis 2014 Professor.
Seit 2014 ist er emeritiert.
Europa und Australien
2006 folgte Goldberg einer Einladung als Gastprofessor an das Laboratorium für Anthropologie und Archäometrie der Universität Rennes 1.
Seit 2014 gehört Goldberg zum Forscherteam der School of Earth and Environmental Sciences der University of Wollongong, Australien.
Seit 2015 ist er außerordentlicher Professor für Geoarchäologie am Institut für Archäologische Wissenschaften der Eberhard Karls Universität Tübingen.
Im Juni der Jahre 2017 und 2018 beteiligte sich Goldberg an der geoarchäologischen Field School der American School of Classical Studies at Athens von Panagiotis Karkanas in Korinth, Griechenland.

## Ausgrabungen und geologische Untersuchungen
Goldberg nahm in der Zeit von 1966 bis 2017 an mehr als einhundert Ausgrabungen und geologischen Untersuchungen teil.
Ziel und Mittel dieser Untersuchungen waren die
- Mikromorphologie der Sedimente,
- die Paläoökologie,
- die Entwicklung holozäner Landschaften,
- stratigraphische, sedimentologische und geoarchäologische Untersuchung von Ablagerungen im Untersuchungsgebiet.

Orte dieser Ausgrabungen und geologischen Studien waren unter anderen:

### Naher Osten
- Tabun-Höhle ⊙ im Karmel (Gebirge), Israel unter Leitung von Arthur Julius Jelinek (* 1928), 1967, 1968, 1969, 1970.
- Negev ⊙ 1972, 1974, 1975, 1977, 1980, 1982, 1983, 1984, 1987, 1988.
- Kadesch-Barnea ⊙ 1977, 1978.
- Davidsstadt ⊙, Jerusalem 1978.
- Kebara-Höhle ⊙, Israel 1982, 1983, 1984, 1985, 1986, 1987, 1988, 1989, 1990
- Biqa’at Quneitra Golanhöhen 1983.
- Wadi Maghara ⊙ auf der Sinai-Halbinsel 1974, 1975, 1976.

### Europa
- Rheintal, Frankreich als Assistent von William R. Farrand (1931–2011) bei Untersuchungen des Löss, 1966.
- Pech de l’Azé ⊙, Frankreich 1976.
- Pariser Becken September 1979 bis Februar 1980.
- Fort Harrouard ⊙ 1985.

### Australien
- Shaw’s Creek Rockshelter ⊙, Australien 1980

### Amerika
- Keatley Creek Archaeological Site ⊙, British Columbia 1986, 1987.[1][2]

## Auszeichnungen (Auswahl)
2002 erhielt Goldberg den Rip Rapp Award (George Robert Rapp, * 1931) und 2008 den Fryxell Award (Roald H. Fryxell, 1934–1974).
Goldberg erhielt in den Jahren 2004, 2013 und 2019 den Alexander-von-Humboldt-Preis der Universität Tübingen.
2010 wurde ihm der Pomerance Award For Scientific Contributions To Archaeology (Pomerance-Preis für wissenschaftliche Beiträge zur Archäologie, Leon Pomerance, 1907–1988) verliehen.

## Mitgliedschaften
Goldberg ist Mitglied der
- Geological Society of America (Fellow)
- Palaeoanthropology Society
- Society for Sedimentary Geology
- Society for American Archaeology
- Society for Archaeological Sciences
- Sigma Xi[2]

## Veröffentlichungen (Auswahl)

### Bücher
- Practical and Theoretical Geoarchaeology zusammen mit Richard I. Macphail, Wiley-Blackwell, 2005, ISBN 978-0-632-06044-3
- Reconstructing Archaeological Sites: Understanding the Geoarchaeological Matrix zusammen mit Panagiotis Karkanas, Wiley-Blackwell, Oxford, 2018, ISBN 978-1-119-01640-3
- Applied Soils and Micromorphology in Archaeology zusammen mit Richard I. Macphail, Cambridge University Press, 2018
- Soil Micromorphology and Archaeology zusammen mit Marie-Agnès Courty und Richard I. Macphail, Cambridge University Press, 1989, doi:10.1016/0160-9327(90)90039-T

### Artikel
- Ruth Shahack-Gross, Avner Ayalon, Paul Goldberg, Yuval Goren, B. Ofek, Rivka Rabinovich, Erella Hovers: Formation processes of cemented features in karstic cave sites revealed using stable oxygen and carbon isotopic analyses: A case study at Middle Paleolithic Amud Cave, Israel in Geoarchaeology, 23: S. 43–62, 2008
- Madella, Marco, Martin K. Jones, Paul Goldberg, Yuval Goren, Erella Hovers: The exploitation of plant resources by Neanderthals in Amud Cave (Israel): The evidence from phytolith studies in Journal of Archaeological Science, 29, S. 703–719, 2002
- Paul Goldberg, Yuval Goren: Micromorphological observations at Saflulim, Appendix to A. Nigel Goring-Morris, Saflulim: A Late Natufian base camp in the Central Negev highlands, Israel in Palestine Exploration Quarterly, 131: S. 58–60, 1999
- Yuval Goren, Avi Gopher, Paul Goldberg: The beginnings of pottery production in the southern Levant: Technological and social aspects in Biblical Archaeology Today, 1990: Proceedings of the Second International Congress on Biblical Archaeology, Supplement. Jerusalem, Israel Exploration Society, S. 32–40, 1993
- Yuval Goren, Paul Goldberg: Petrographic thin sections and the development of Neolithic plaster production in Northern Israel in Journal of Field Archaeology, 18: S. 131–138, 1991